# McDonnell XF-85 Goblin
Макдонел-Дуглас XF-85 Гоблин (англ. McDonnell XF-85 Goblin) — американский реактивный самолёт, создававшийся как истребитель сопровождения, который мог бы базироваться на тяжёлом бомбардировщике Convair B-36. Прототип, серийно не производился.

## История
История McDonnell XF-85 «Goblin» тесно связана с историей бомбардировщика Convair B-36. Первые мысли о создании стратегического бомбардировщика, который мог бы стартовать с территории США, преодолеть огромное расстояние до позиций противника, и, выполнив боевую задачу, вернуться обратно, появились у американских военных ещё в 1941 году. Его разработка затянулась настолько, что принять участие в войне он уже не успел. Когда постройка машины с радиусом действия около 9000 км была близка к завершению, выяснилось, что она не совсем вписывается в принятую в то время концепцию применения бомбардировочной авиации: не существовало истребителя сопровождения, способного в течение всего полёта следовать за таким бомбардировщиком. Обычные самолёты — да и те, которые могли бы быть спроектированы для старта с аэродромов вместе с Convair B-36 — не подходили: первые — из-за явно недостаточной дальности полёта, а вторые получились бы чересчур тяжёлыми, и потому не способными эффективно отразить атаку перехватчиков противника. Кроме того, пилот такого истребителя, находясь на протяжении всего полёта в постоянном напряжении, оказывается непомерно уставшим к тому моменту, когда возникает необходимость вести воздушный бой. Представители ВВС США посчитали, что эти проблемы могут быть решены только при использовании нестандартного подхода.
В декабре 1942 года ВВС США объявили конкурс под названием «Проект МХ-472» — эскортирование тяжёлого сверхдальнего бомбардировщика. В течение двух лет специальная комиссия рассмотрела ряд проектов, но выбор пал на проект «истребителя-паразита», который большую часть полёта находился бы внутри корпуса бомбардировщика, а в случае необходимости — выпускался наружу. Решение не было абсолютно новым — дирижабли подобной схемы существовали ещё за двадцать лет до постройки Convair B-36.

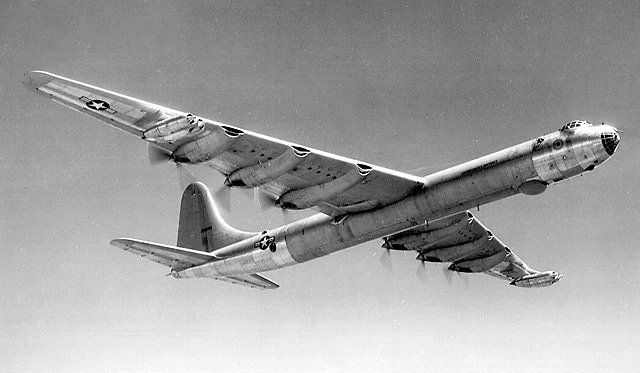
Стратегический бомбардировщик Convair B-36, под который проектировался Goblin

Единственной фирмой, представившей на рассмотрение комиссии достаточно серьёзно проработанный проект самолёта такого типа, была совсем молодая компания «McDonnell». Несмотря на ряд возникших проблем, инженеры фирмы под руководством Германа Баркли, работавшего до образования компании «McDonnell» на фирме «Curtiss», в короткий срок представили несколько проектов, отвечавших требованиям ВВС. Были предложены варианты, отличающиеся видами крепления: полуутопленной или внутренней подвеской. К началу 1945 года представители ВВС США выбрали проект, предусматривавший внутреннюю подвеску, имевший фирменное обозначение «Модель 27D».
В марте 1947 года от ВВС США поступил заказ на разработку двух опытных образцов, а 23 августа 1948 года состоялся первый самостоятельный полёт. Самолёт был запущен с бомбардировщика Boeing ЕВ-29В. В результате лётных испытаний было установлено, что турбулентность вокруг бомбардировщика создаёт серьёзные проблемы с управлением. Вкупе с тем, что такой миниатюрный самолёт не мог обладать скоростью и маневренностью истребителей, с которыми ему пришлось бы сражаться, это привело к прекращению дальнейшей разработки.

## Конструкция

### Двигатель
Самолёт оснащался турбореактивным двигателем Westinghouse J34-WE-7 с тягой 1361 кг. От двигателя к срезу сопла шла выхлопная труба длиной 1,32 м; двигатель и труба были покрыты слоем стекловаты, для уменьшения теплоотдачи покрытым алюминиевой фольгой. Кроме того, снаружи двигатель обдувался воздухом, поступавшим из воздухозаборника. ТРД устанавливался в носовой части фюзеляжа, чтобы сдвинуть вперёд центр тяжести самолёта, увеличивая тем самым плечо хвостового оперения. При скорости набегающего потока более 250 км/ч турбина двигателя авторотировала, поэтому прокрутки турбокомпрессора при старте с самолёта-носителя не требовалось. Зажигание производилось с помощью аккумулятора Виллард ВВ 206/V.

### Топливная система

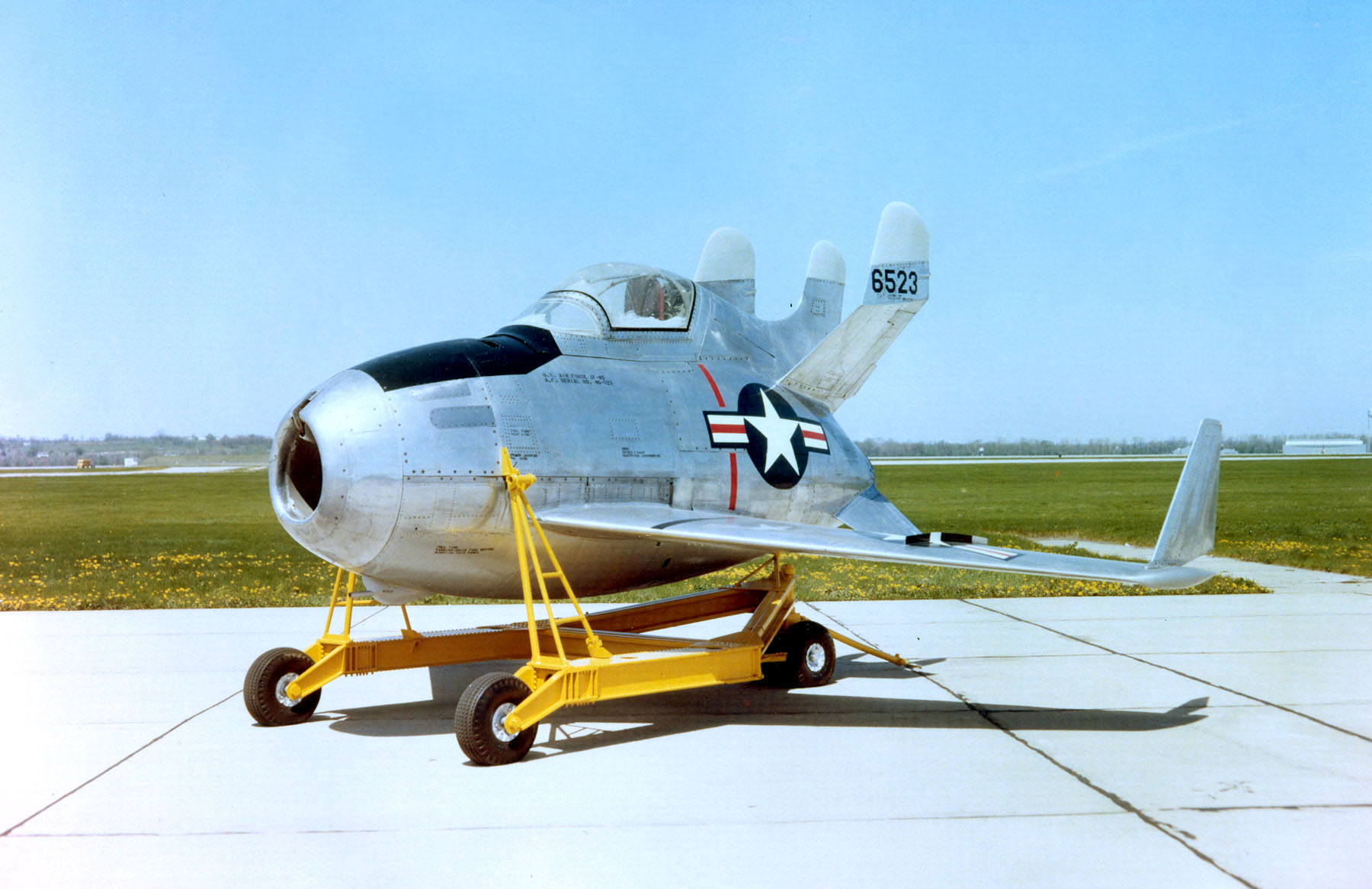
XF-85 Goblin #46-523

Топливная система прототипов состояла из одного подковообразного протектированного топливного бака ёмкостью 435 л, опоясывавшего двигатель. Такой объём обеспечивал 20 минут работы двигателя на полной мощности, и ещё 32 минуты в крейсерском режиме. Максимальная продолжительность полёта, которой удалось достигнуть в ходе испытаний, составляла 1 час 17 минут. На серийных самолётах предполагалось установить ещё два крыльевых бака-отсека по 113 литров и 95-литровый бак в гаргроте. Все баки имели систему заполнения инертным газом для предотвращения пожара; кроме того, самолёт был снабжён углекислотной системой пожаротушения.

### Крылья
Особенности конструкции самолёта включали низкорасположенные сверхтонкие складывающиеся стреловидные крылья сложной конструкции с размахом 6,44 м. Крыло имело стреловидность 37° по передней кромке; узел складывания располагался у самого корня крыла.

### Фюзеляж
Короткий фюзеляж круглого сечения был цельнометаллическим, выполненным из алюминиевых сплавов. Длина фюзеляжа составляла 4,32, ширина 1,27 и высота 2,0 м. Все оборудование, вооружение и топливные баки устанавливались внутри него.

### Крепление

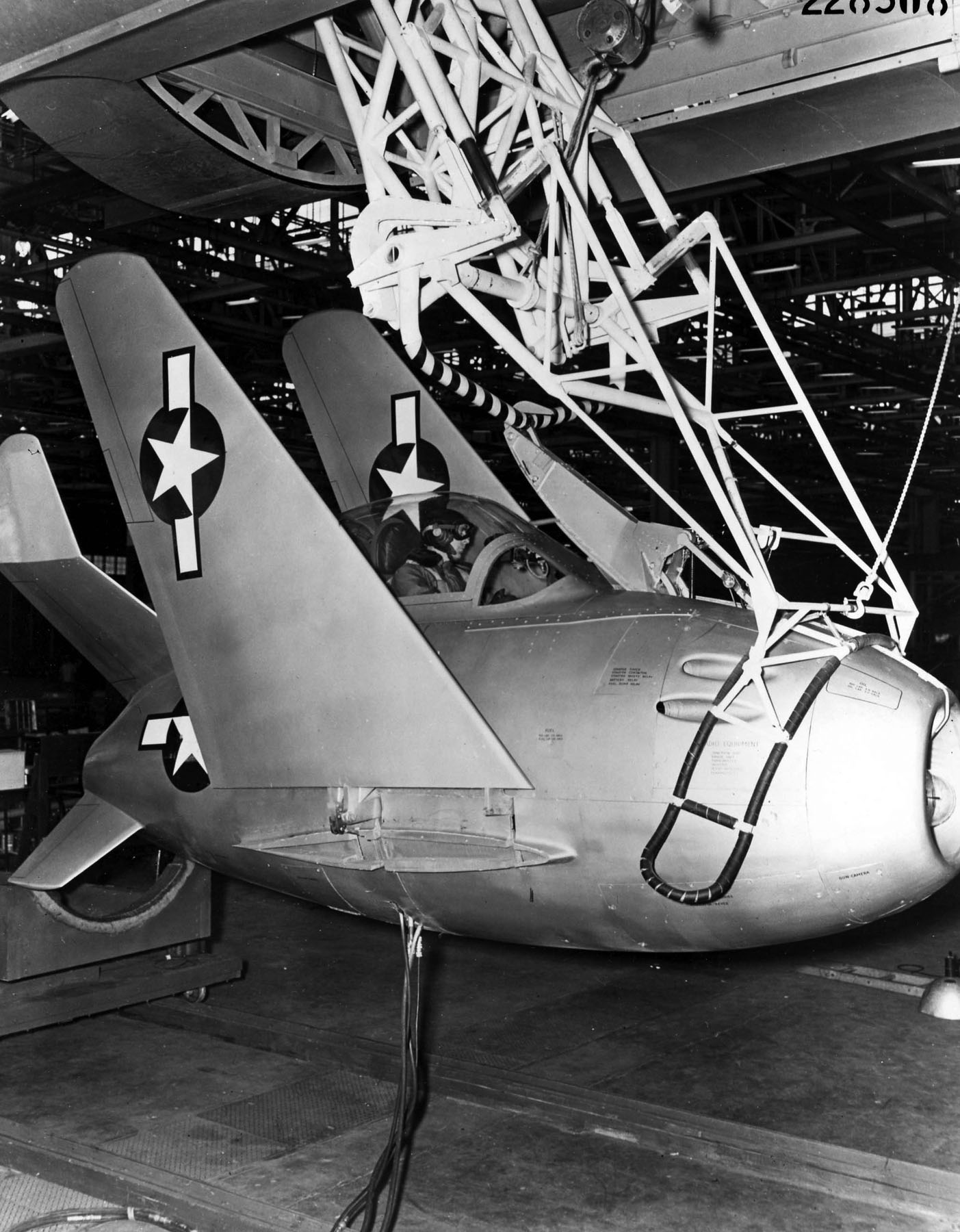
Прототип XF-85 на тестах трапеции.

Было рассмотрено несколько вариантов крепления XF-85 к бомбардировщику-носителю, в том числе с помощью длинного троса с петлёй на конце, после захвата которой истребитель просто втягивался в бомбоотсек. Но из-за нежёсткости троса существовал риск столкновения подтягиваемого истребителя с носителем. Чтобы свести его к минимуму, причальное приспособление было выполнено в виде трапеции сложной конструкции, отводящей истребитель-паразит от фюзеляжа носителя или подводящей к нему без риска столкновения. Сцепное приспособление, установленное на истребителе, представляло собой убираемый стальной крюк с подпружиненной предохранительной скобой; отсоединение от бомбардировщика осуществлялось поворотом крюка. Привод уборки был электрическим. Система подвески базировалась на устройствах, использовавшихся в 30-x годах на дирижаблях-близнецах Acron и Macon.

### Вооружение
В фюзеляже были установлены четыре облегчённых пулемёта «Кольт-Браунинг» М2 калибра 12,7 мм с боезапасом 300 патронов на каждый. Впоследствии пулемёты планировалось заменить на 20-миллиметровые пушки «Форд-Понтиак» М-39. Перезарядка оружия осуществлялась пневмосистемой с отбором воздуха от компрессора двигателя.

### Кабина лётчика
Объём кабины составлял всего 0,74 м³. Из-за такой тесноты кресло пилота не смогли сделать регулируемым по высоте, но имелась возможность регулировать пулемётный прицел и педали. Рабочий потолок Convair B-36 первых моделей составлял целых 13 км, поэтому, несмотря на скромный объём кабины, были предусмотрены её обогрев, герметизация и наддув. Кроме того, в самолёте присутствовала кислородная система высокого давления и баллон с запасом кислорода для дыхания лётчика на случай аварийного покидания самолёта. Система спасения лётчика представляла собой один из первых вариантов катапультируемого кресла Т-4Е с наклоном спинки 33°.
Приборная доска тоже была скромной, и несла необходимый минимум приборов: индикаторы автоматического радиокомпаса и гирокомпаса, указатель воздушной скорости, альтиметр, акселерометр, указатели оборотов турбокомпрессора, температуры турбины, топливомер и указатель давления топлива. Имелся также указатель давления в кабине. Чтобы при катапультировании лётчик не повредил ноги, приборная доска должна была отстрелиться вместе с фонарём кабины. Из радиооборудования на серийном «истребителе-паразите» должны были устанавливаться радиокомпас AN/APN-61 и УКВ-радиостанция AN/ARC-5, антенна которой должна была размещаться в фибергласовой законцовке верхнего левого киля.

### Система управления
Система управления по крену гидроусилителями не оснащалась. Элероны крыльев обычного типа, с регулируемыми в полёте триммерами и аэродинамической компенсацией. Управление по каналу тангажа, однако, было организовано весьма своеобразно — путём дифференцированного отклонения четырёх расположенных крестообразно рулевых поверхностей. В основе закона их отклонения лежал тот же принцип, что и у самолётов с V-образным оперением: при даче ручки они отклонялись в одну сторону, а при педалировании — в противоположные. В канале управления хвостовыми поверхностями был установлен оригинальный дифференцирующий механизм. Рули также были снабжены триммерами, которые могли регулироваться в полёте, что было особенно важно, так как центровка самолёта по мере опустения топливных баков сильно менялась.

## Тактико-технические характеристики
Приведенные характеристики соответствуют модификации XF-85.
Источник данных: Characteristics Summary.

Технические характеристики
- Экипаж: 1 (пилот)
- Длина: 4,5 м
- Размах крыла: 6,4 м
- Высота: 2,53 м
  - со сложенным крылом: 3,32 м
- Площадь крыла: 9,34 м²
- Масса пустого: 1807 кг
- Нормальная взлётная масса: 2540 кг
- Объём топливных баков: 435 л
- Силовая установка: 1 × ТРД Westighouse J34-WE-22
- Тяга: 1 × 13,3 кН (1361 кгс)

Лётные характеристики
- Максимальная скорость: 1043 км/ч
- Крейсерская скорость: 689 км/ч
- Продолжительность полёта: 77 мин
- Практический потолок: 14 249 м
- Скороподъёмность: 63,5 м/с
- Время набора высоты: 10668 м за 5,1 мин
- Тяговооружённость: 0,54

Вооружение
- Стрелково-пушечное: 4 × 12,7 мм пулемёта с 1200 патр.

## В искусстве
В адд-оне Secret Weapons of WWII к игре Battlefield 1942 игрок может пилотировать XF-85 «Goblin», однако здесь допущена историческая неточность — Goblin проектировался не во время Второй мировой войны, а уже после неё. Кроме того, имеет место конструктивная ошибка — в игре у XF-85 имеются неубираемые шасси с аэродинамическими обтекателями (как у пикирующего бомбардировщика Junkers Ju 87), и самолёт стартует с земли. Интересно, что во вступительном ролике три XF-85, атакующие немецкие позиции, изображены без шасси.

## Интересные факты
- За свою эллипсоидную форму и малый размер Goblin получил прозвище «Летающее яйцо»[источник не указан 5287 дней].
- На разработку самолёта было потрачено 3,1 миллиона долларов США[1].
- До сих пор Goblin является самым маленьким истребителем за всю историю авиации[источник не указан 5287 дней].